# Prawodawca
Termin prawodawca może być rozumiany dwojako:
1. Prawodawca faktyczny - podmiot uczestniczący w procesie opracowywania aktów normatywnych i posiadający wpływ na ich treść,
2. Prawodawca formalny - podmiot, np. organ posiadający kompetencje do ustanowienia aktu normatywnego.